# Kamieńczyce (województwo świętokrzyskie)
Kamieńczyce – wieś sołecka w Polsce położona w województwie świętokrzyskim, w powiecie kazimierskim, w gminie Kazimierza Wielka.
W latach 1954–1968 wieś należała do gromady Głuchów, po jej zniesieniu, należała i była siedzibą władz nowo utworzonej gromady Kamieńczyce. W latach 1975–1998 miejscowość administracyjnie należała do województwa kieleckiego.
| SIMC    | Nazwa   | Rodzaj    |
| ------- | ------- | --------- |
| 0241755 | Wodocza | część wsi |
| 0241761 | Żłoby   | część wsi |

## Historia
Wieś istniała już w XIII wieku, własność klasztoru norbertanek w Zwierzyńcu pod Krakowem. W roku 1254 Bolesław V Wstydliwy nadaje wsiom klasztoru w Zwierzyńcu immunitet ekonomiczny i sądowy oraz zatwierdza posiadanie imiennie wymienionych dóbr, między innymi Kamieńczyce wraz z karczmą, młynem i łąkami. Tenże król w roku 1256 nadaje klasztorowi zwierzynieckiemu przywileje wymienione wyżej z poszerzonym immunitetem sądowym w którym wymieniono Kamieńczyce z rolami, łąkami, karczmą i młynem. Książę Leszek Czarny w roku 1286 potwierdza klasztorowi zwierzynieckiemu przywileje dane w roku 1256, w którym wymieniono Kamieńczyce wraz z rolami, karczmą, młynem i łąkami.
Dlugosz 1470-80 potwierdza, że Kamieńczyce stanowią własność klasztoru zwierzynieckiego. We wsi według opisu był dwór i folwark klasztorny 15 łanów kmiecych 2 karczmy z rolami, młyn z dobrą sadzawką i 2 zagrody na rolach dworskich. Kmiecie płacą czynsz, odrabiają po 1 dzień w tygodniu i 2 powaby i dają po 30 jaj, po 2 koguty, po 2 sery i sep Długosz (L.B. T.III s.66, T. 1 s.36).
W roku 1486 klasztor zwierzyniecki powierza mieszczaninowi krakowskiemu Pawłowi Turskiemu wieś Kamieńczyce na 10 lat. Wieś była wówczas całkowicie zrujnowaną i opustoszałą z powodu nadużyć najemników królewskich i zarazy, tak że pozostało zaledwie 2 kmieci, którzy zresztą zbiegli do sąsiednich dziedziców lękających się, aby spustoszenia nie ogarnęły wszystkiego w najbliższym sąsiedztwie.

Według polecenia Paweł ma ponownie lokować na prawie niemieckim wieś Kamieńczyce. Prawo to wieś miała od dawna zgodnie z przywilejami klasztoru wraz z czynszem ½ grzywny z każdego łanu, wszystkimi świadczeniami, daninami i robocizną. Klasztor według zawartej umowy rezygnuje na 10 lat z wszelkich dochodów z tej wsi. Po czym wieś ma powrócić w całkowite posiadanie klasztoru.
W końcu XVI wieku Kamieńczyce wieś w powiecie proszowskim województwa krakowskiego była dalej własnością klasztoru norbertanek na Zwierzyńcu w Krakowie.